# Оперативна група 121
Оперативна група 121 (англ. Task Force 121) — спеціальна оперативна група Міністерства оборони США. TF121 була багатофункціональним зведеним загоном Об'єднаного командування спеціальних операцій, який комплектувався за рахунок операторів підрозділів «Дельта» армії США, 75-го полку рейнджерів і 160-го авіаційного полку спеціальних операцій, 6-ї групи SEAL ВМС США, відділу спеціальних акцій ЦРУ, бойові контролери Повітряних сил, парарятувальники, оператори групи тактичного повітряного контролю та метеотехніки спеціальних операцій, група оцінки авіаційної тактики (AvTEG) і об'єднаний підрозділ зв'язку. Дві роти бронетехніки з 4-ї піхотної дивізії армії США, а пізніше дві кавалерійські частини з 1-ї роти 1-го полку 1-ї бронетанкової дивізії забезпечували бронетехнічну підтримку.

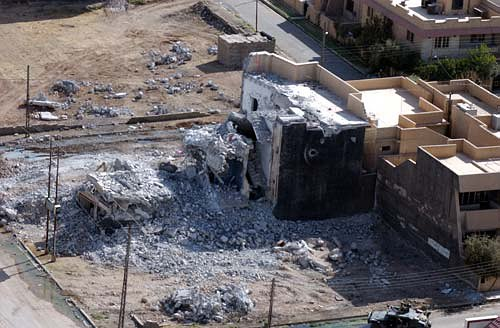
Будинок Удая та Кусая Хусейнів у Мосулі, Ірак, зруйнований членами оперативної групи 121 у липні 2003 року

## Зміст
Основною місією TF121 було затримання високоцінних цілей (англ. High-value target, HVT), і її було організовано таким чином, щоб вона мала тісний зв'язок із персоналом розвідки та мала своєчасний і безперешкодний доступ до будь-яких відповідних даних, зібраних розвідувальними засобами в цьому районі. Така можливість була безцінною для будь-якої команди спеціальних операцій, а особливо для тієї, чиєю основною місією було визначено полювання на невловимих втікачів, чиї схованки змінювалися часто й випадково.
Багатьом групам TF121 було виділено особовий склад спеціальних операцій CIRA (комунікаційно-розвідувальна розвідка та дії), який мав досвід у відповідних галузях. Ці оператори тісно співпрацювали з розвідувальними службами, пов'язаними з TF121, і активно працювали над виявленням і ліквідацією HVT.
21 липня 2003 року сини Саддама Удей і Кусай були ліквідовані в ході перестрілки з операторами TF20 і солдатами 101-ї повітрянодесантної дивізії. 13 грудня 2003 року операція «Червоний світанок» захопила HVT № 1, Саддама Хусейна. Після того, як розвідка звузила ціль до двох можливих місць, TF121 скоординував рейд із 600 солдатами 1-ї бригадної бойової групи 4-ї піхотної дивізії та 1/1 кавалерійського полку 4-ї бригади 1-ї бронетанкової дивізії.